# 全力投球!!妹尾和夫です
『全力投球!!妹尾和夫です』（ぜんりょくとうきゅう せのおかずおです）は、2003年9月29日から2009年7月3日までABCラジオ（朝日放送）で、月曜～金曜 午前9:00～午後1:20（JST）まで生放送されていたラジオ番組である。

## 番組概要
1999年4月から土曜早朝（5:30 - 8:29）に放送されていた妹尾和夫と高野あさお出演のワイド番組『フレッシュアップモーニング ファイト!DO曜日です』が2003年7月に日本民間放送連盟賞の近畿地区・ラジオ生ワイド部門で最優秀賞を受賞したことから、月～金のワイド番組へと模様替えされることになり、2003年9月29日に『全力投球-』がスタートした。
番組の一部コーナー（リスナーへの生電話コーナー、金曜の「クイズ!セレナーデ」、体操のコーナーなど）は、『ファイト!DO曜日です』から『全力投球-』に引き継いだ。
番組開始当初は、前身番組『ファイト!DO曜日』ですの名残りを残しつつ、パーソナリティも4時間20分という長丁場に戸惑いながら放送していた。しかし日が経つに連れて、パーソナリティ＆スタッフ＆リスナーという三位一体型番組を作り上げていくようになった。スタッフは、初期は「出たがりスタッフ」、中期は「全力投球ワンダーフォー」、後期は「トークバックス」の愛称が付いていた。
しかし「ABCラジオの編成上の事情」として、2009年7月3日の放送をもって番組が終了した。後継番組は、従来土曜早朝に放送されてきた『ドッキリ!ハッキリ!三代澤康司です』が、時間帯を移動して引き継いだ。その後、2010年4月6日よりABCパワフルアフタヌーンの枠で火曜日に放送の『とことん全力投球!!妹尾和夫です』として実質的に番組が復活した。
タイトルは、小学生の妹尾が朝日放送近くの厚生年金病院に交通事故で丸2ヶ月入院していた時に慰問に来た村山実（頭をなで握手してボールにサインをして優しい言葉をかけたという）の、全力で投げる「ザトペック投法」から来ている。

## パーソナリティ
- 妹尾和夫（2003年9月29日-2009年7月3日）
- 高野あさお（月曜日-木曜日アシスタント、初代）（2003年9月29日-2008年3月27日）
- 熊本麻美（月曜日-木曜日アシスタント、2代目）（2008年3月31日-2009年7月2日）
- 安井牧子（金曜日アシスタント） （2003年10月3日-2009年7月3日）
- 岩崎なおあき（金曜日レギュラー） （2003年10月3日-2009年7月3日）

## タイムテーブル
2009年春・番組最終期のタイムテーブルは、おおむね以下の表の通りであった。ただし前後のコーナーの進行状況により、各コーナーの開始時間が数分程度ずれることもあった。
| 時 | 分 | 月 | 火 | 水 | 木 | 金 |
| -- | -- | --- | --- | --- | --- | --- |
| 9  | 00 | オープニング、今朝の話題                                                                                   | オープニング、今朝の話題                                                                                   | オープニング、今朝の話題                                                                                   | オープニング、今朝の話題                                                                                   | オープニング、今朝の話題                                                                                   |
| 9  | 30 | ABC朝日ニュース ニュースデスク：（月・火）浦川泰幸、（水・木）和沙哲郎、（金）岡元昇                       | ABC朝日ニュース ニュースデスク：（月・火）浦川泰幸、（水・木）和沙哲郎、（金）岡元昇                       | ABC朝日ニュース ニュースデスク：（月・火）浦川泰幸、（水・木）和沙哲郎、（金）岡元昇                       | ABC朝日ニュース ニュースデスク：（月・火）浦川泰幸、（水・木）和沙哲郎、（金）岡元昇                       | ABC朝日ニュース ニュースデスク：（月・火）浦川泰幸、（水・木）和沙哲郎、（金）岡元昇                       |
| 9  | 35 | ABC天気予報                                                                                                | ABC天気予報                                                                                                | ABC天気予報                                                                                                | ABC天気予報                                                                                                | ABC天気予報                                                                                                |
| 9  | 40 | ○曜ワイドショー                                                                                            | ○曜ワイドショー                                                                                            | ○曜ワイドショー                                                                                            | ○曜ワイドショー                                                                                            | ○曜ワイドショー                                                                                            |
| 9  | 52 | ABC交通情報                                                                                                | ABC交通情報                                                                                                | ABC交通情報                                                                                                | ABC交通情報                                                                                                | ABC交通情報                                                                                                |
| 9  | 55 | 生コマーシャル（省略される場合もある）                                                                     | 生コマーシャル（省略される場合もある）                                                                     | 生コマーシャル（省略される場合もある）                                                                     | 生コマーシャル（省略される場合もある）                                                                     | 生コマーシャル（省略される場合もある）                                                                     |
| 9  | 58 | We are the world                                                                                           | We are the world                                                                                           | We are the world                                                                                           | We are the world                                                                                           | We are the world                                                                                           |
| 10 | 00 | ABC朝日ニュース                                                                                            | ABC朝日ニュース                                                                                            | ABC朝日ニュース                                                                                            | ABC朝日ニュース                                                                                            | ABC朝日ニュース                                                                                            |
| 10 | 07 | でたとこ!特派員 リポーター：（月）桂紗綾、（火）堀友理子、（水）乾麻梨子、（木）岩見知香、（金）唐川満知子 | でたとこ!特派員 リポーター：（月）桂紗綾、（火）堀友理子、（水）乾麻梨子、（木）岩見知香、（金）唐川満知子 | でたとこ!特派員 リポーター：（月）桂紗綾、（火）堀友理子、（水）乾麻梨子、（木）岩見知香、（金）唐川満知子 | でたとこ!特派員 リポーター：（月）桂紗綾、（火）堀友理子、（水）乾麻梨子、（木）岩見知香、（金）唐川満知子 | でたとこ!特派員 リポーター：（月）桂紗綾、（火）堀友理子、（水）乾麻梨子、（木）岩見知香、（金）唐川満知子 |
| 10 | 14 | おとなの学校                                                                                               | おとなの学校                                                                                               | おとなの学校                                                                                               | おとなの学校                                                                                               | おとなの学校                                                                                               |
| 10 | 27 | 生コマーシャル、音楽                                                                                       | 生コマーシャル、音楽                                                                                       | 生コマーシャル、音楽                                                                                       | 生コマーシャル、音楽                                                                                       | 生コマーシャル、音楽                                                                                       |
| 10 | 34 | 妹尾なんでも研究所                                                                                         | 妹尾なんでも研究所                                                                                         | 妹尾なんでも研究所                                                                                         | 妹尾なんでも研究所                                                                                         | 妹尾なんでも研究所                                                                                         |
| 10 | 48 | ABC交通情報                                                                                                | ABC交通情報                                                                                                | ABC交通情報                                                                                                | ABC交通情報                                                                                                | ABC交通情報                                                                                                |
| 10 | 52 | はびねすくらぶラジオショッピング                                                                           | はびねすくらぶラジオショッピング                                                                           | はびねすくらぶラジオショッピング                                                                           | はびねすくらぶラジオショッピング                                                                           | はびねすくらぶラジオショッピング                                                                           |
| 11 | 00 | ABC朝日ニュース                                                                                            | ABC朝日ニュース                                                                                            | ABC朝日ニュース                                                                                            | ABC朝日ニュース                                                                                            | ABC朝日ニュース                                                                                            |
| 11 | 05 | ABC天気予報                                                                                                | ABC天気予報                                                                                                | ABC天気予報                                                                                                | ABC天気予報                                                                                                | ABC天気予報                                                                                                |
| 11 | 10 | 歌謡曲解体新書                                                                                             | かずオーマイゴット                                                                                         | 変身!和夫ライダー!チリンチリン                                                                             | 必殺!和夫侍                                                                                                | 男と女のシークレットゾーン                                                                                 |
| 11 | 25 | おでかけリポート                                                                                           | おでかけリポート                                                                                           | おでかけリポート                                                                                           | おでかけリポート                                                                                           | あっちこっちハウジング                                                                                     |
| 11 | 33 | 生コマーシャル                                                                                             | 生コマーシャル                                                                                             | 生コマーシャル                                                                                             | 生コマーシャル                                                                                             | 生コマーシャル                                                                                             |
| 11 | 37 | 久光製薬 リラックスタイムちょっと聞いて                                                                    | 久光製薬 リラックスタイムちょっと聞いて                                                                    | 久光製薬 リラックスタイムちょっと聞いて                                                                    | 久光製薬 リラックスタイムちょっと聞いて                                                                    | 久光製薬 リラックスタイムちょっと聞いて                                                                    |
| 11 | 41 | ABC交通情報                                                                                                | ABC交通情報                                                                                                | ABC交通情報                                                                                                | ABC交通情報                                                                                                | ABC交通情報                                                                                                |
| 11 | 44 | ジャパネットたかたラジオショッピング（※祝日は休止）                                                        | ジャパネットたかたラジオショッピング（※祝日は休止）                                                        | ジャパネットたかたラジオショッピング（※祝日は休止）                                                        | ジャパネットたかたラジオショッピング（※祝日は休止）                                                        | ジャパネットたかたラジオショッピング（※祝日は休止）                                                        |
| 11 | 51 | アステラス製薬 健やかライフ                                                                                | アステラス製薬 健やかライフ                                                                                | アステラス製薬 健やかライフ                                                                                | アステラス製薬 健やかライフ                                                                                | アステラス製薬 健やかライフ                                                                                |
| 12 | 00 | 午後の部、再びオープニングテーマ～あいさつ                                                                 | 午後の部、再びオープニングテーマ～あいさつ                                                                 | 午後の部、再びオープニングテーマ～あいさつ                                                                 | 午後の部、再びオープニングテーマ～あいさつ                                                                 | 午後の部、再びオープニングテーマ～あいさつ                                                                 |
| 12 | 10 | なにしてまんねん どこでんねん                                                                              | なにしてまんねん どこでんねん                                                                              | なにしてまんねん どこでんねん                                                                              | なにしてまんねん どこでんねん                                                                              | なにしてまんねん どこでんねん                                                                              |
| 12 | 18 | ABC朝日ニュース                                                                                            | ABC朝日ニュース                                                                                            | ABC朝日ニュース                                                                                            | ABC朝日ニュース                                                                                            | ABC朝日ニュース                                                                                            |
| 12 | 25 | 生コマーシャル                                                                                             | 生コマーシャル                                                                                             | 生コマーシャル                                                                                             | 生コマーシャル                                                                                             | 生コマーシャル                                                                                             |
| 12 | 28 | ABC交通情報                                                                                                | ABC交通情報                                                                                                | ABC交通情報                                                                                                | ABC交通情報                                                                                                | ABC交通情報                                                                                                |
| 12 | 30 | ニュース一直線 キャスター：（月）浦川泰幸、（火）岡元昇、（水）島田大                                      | ニュース一直線 キャスター：（月）浦川泰幸、（火）岡元昇、（水）島田大                                      | ニュース一直線 キャスター：（月）浦川泰幸、（火）岡元昇、（水）島田大                                      | 和夫にクイズ! アタック57こなごな フフフッ                                                                  | クイズセレナーデ （出演：松井桂三）                                                                        |
| 12 | 43 | レコードどーこれ?                                                                                          | レコードどーこれ?                                                                                          | レコードどーこれ?                                                                                          | レコードどーこれ?                                                                                          | ミッキー先生のウキウキ体操! （出演：田中美紀子）                                                           |
| 12 | 50 | 日本列島ほっと通信                                                                                         | 日本列島ほっと通信                                                                                         | 日本列島ほっと通信                                                                                         | 日本列島ほっと通信                                                                                         | 日本列島ほっと通信                                                                                         |
| 12 | 57 | 時報CMまでのクッション お便り紹介                                                                          | 時報CMまでのクッション お便り紹介                                                                          | 時報CMまでのクッション お便り紹介                                                                          | 時報CMまでのクッション お便り紹介                                                                          | 時報CMまでのクッション お便り紹介                                                                          |
| 13 | 00 | お便り紹介＆ちょっとした話題                                                                               | お便り紹介＆ちょっとした話題                                                                               | お便り紹介＆ちょっとした話題                                                                               | お便り紹介＆ちょっとした話題                                                                               | お便り紹介＆ちょっとした話題                                                                               |
| 13 | 07 | ABC天気予報                                                                                                | ABC天気予報                                                                                                | ABC天気予報                                                                                                | ABC天気予報                                                                                                | ABC天気予報                                                                                                |
| 13 | 12 | リポーター帰還＆報告（金曜日を除く）                                                                       | リポーター帰還＆報告（金曜日を除く）                                                                       | リポーター帰還＆報告（金曜日を除く）                                                                       | リポーター帰還＆報告（金曜日を除く）                                                                       | 甘えん坊賞金、金額発表!                                                                                    |
| 13 | 15 | エンディング～「おわりの会」（ない場合あり）                                                               | エンディング～「おわりの会」（ない場合あり）                                                               | エンディング～「おわりの会」（ない場合あり）                                                               | エンディング～「おわりの会」（ない場合あり）                                                               | エンディング～「おわりの会」（ない場合あり）                                                               |

## 主なコーナー

### オープニング
午前9時に、番組が掲げるテーマ「人生晴れたり曇ったり」のドナリで番組がスタートした。前番組『おはようパーソナリティ道上洋三です』（おはパソ）でのメッセージテーマや、番組終了間近に道上から振られた話題を受けて、妹尾がトークを繰り広げた。番組スタート、空模様のことから「洗濯物干した」など、軽く自身の話題になることが多い。また、前日番組終了後からの妹尾のプライベート話も展開する。また、ラジオ欄に書かれていることについて、話が展開されることも多い（ラジオ欄は「おはパソ」と似た文章になっていることも多かった）。リスナーからのお便りを紹介することも多く、そこから話が展開されることもある。オープニングは大体30分間であるが、時間が余れば妹尾自身が大きなニュースを紹介して自分の意見を述べていた。

### 9時台後半
ニュースや天気予報を挟み、9時台後半には「○曜ワイドショー」「We are the world」が放送された。
「○曜ワイドショー」は、日夜巻き起こる「事件」から「芸能界の話題」まであらゆる記事を読みあさるコーナー。BGMには『火曜サスペンス劇場』のオープニングテーマを流用。お便り紹介コーナーになることもあった。
「We are the world」は、10時の時報直前に世界のB級ニュースを紹介するコーナー。BGMはUSAフォー・アフリカによる同名の曲で、お便りの数が多い場合には、お便り紹介コーナーとして放送されたこともあった。

### 駅前特派員～でたとこ!特派員
10時台の初頭には、11時台のコーナー「おでかけリポート」の担当者が、中継現場の近所から事前リポートするコーナーが設けられていた。
番組初期はJR西日本提供のコーナー「駅前特派員」として、放送エリアのJR西日本の駅前から中継をおこなっていた。しかし、2005年4月に起こったJR福知山線脱線事故の影響で、JR西日本が全てのスポンサーを降りた。このため、事故直後から2005年9月末までコーナー名（提クレ）無しで「おでかけリポート」の事前コーナーとして放送した。また中継場所についても、駅前の制約はなくなった。
コーナー名称はその後「でたとこ!リポート」を経て、番組後期には「でたとこ!特派員」となった。
中継担当者については、後述の「11時台の中継」を参照されたい。

### おとなの学校・妹尾なんでも研究所
中継終了後の10時台には、「おとなの学校」「妹尾なんでも研究所」の2コーナーが設けられていた。
「おとなの学校」では、新聞や雑誌の記事などから話題を紹介していた。
「妹尾なんでも研究所」ではゲストを招いてのインタビューなどがおこなわれていた。月に一回、いちのせかつみ（ファイナンシャルプランナー）をゲストに迎えて、お金を中心とした生活に役立つ話をおこなっていた。
また金曜日の「妹尾なんでも研究所」では、番組初期～中期は岩崎なおあきが毎週リポート報告をおこなっていた。2008年4月より金曜日のリポート担当は、金曜日のレギュラー出演者（安井牧子・岩崎・松井桂三・田中美紀子）の持ち回りとなった。

### 11時台日替わりコーナー
11時台には日替わりのコーナーが設けられていた。
番組初期には、月曜日～木曜日に「歌謡曲解体新書」が放送された。「古今東西、あらゆる名曲の歌詞を吟味するコーナー」として、妹尾の「独断と偏見」で歌謡曲の歌詞を分析し、その後分析対象の歌謡曲をかけた。同コーナーはのちに月曜日だけの放送となった。
火曜日には「かずオーマイゴッド!」として、リスナーからのお便りで、今でこそ笑って話せるけど、その時は死にそうな程悲惨だった、あるいは恥ずかしかった。そんなお便りを紹介するコーナーが設けられた。
水曜日には「和夫ライダー☆チリンチリン」として、リスナーからの悩み相談のコーナーが設けられた。
木曜日には「必殺!和夫侍」として、妹尾演じる和夫侍がリスナーから送られて来た恨みネタを披露し、リスナーに代わって成敗するというコーナーが放送された。和夫侍のほか、ハチ、ロク、アリババといったキャラクターが登場する。また「妹尾は和夫侍と入れ替わっていて、妹尾本人はトイレに行っている」という設定にしていた。
金曜日には番組初期から後期を通じて、「男と女のシークレットゾーン」が放送された。パーソナリティの妹尾・金曜日アシスタントの安井に加えて、金曜日レギュラーの岩崎もスタジオに入った。自分の胸にしまっている女心、人には言えない男の秘密などリスナーから寄せられた秘話を安井がエロティックに紹介した。
安井は2005年秋、持病の治療・静養のため番組を数週間休んだ。その間は「男と男の秘密の小部屋」として、妹尾と岩崎で男性リスナーからの愚痴などを紹介した。

### 11時台の中継
11時台の中継は、月曜日～木曜日が「おでかけリポート」（木曜日は「ライオン おでかけリポート」として放送されていた時期あり）、金曜日が「あっちこっちハウジング」として放送された。中継リポート場所は京阪神が主だったが、まれに滋賀県・淡路島・岡山県などでのリポートもあった。
月曜日～水曜日はABCの若手アナウンサーが日替わりで担当した。行きたい場所・リポートしてみたい事をアナウンサー自身が選定し相手先への取材交渉なども自らおこない、中継車に乗って街に出かけて現場から中継でリポートするコーナーだった。歴代の担当アナウンサーは、田野和彦（番組開始-2006年9月）、田中花子（番組開始-2008年3月）、羽谷直子（番組開始-2008年3月）、乾麻梨子（2006年10月-番組終了）、堀友理子（2008年4月-番組終了）、竹野康治郎（2008年4月-2009年3月）、桂紗綾（2009年4月-番組終了）の7名。
木曜日のおでかけリポートは、2009年3月まではライオンがスポンサーとなった「ライオン・おでかけリポート」として放送された。関西の様々なお店（主に飲食店）、また毎月4週目はドラッグストアーからの中継で、その店のお買い得情報やオススメ情報をリポートした。その後、リポーターが妹尾にクイズを出題し、正解するとリスナーにライオン製品が抽選で当たる。と言っても、クイズはライオン製品を紹介するためのきっかけに過ぎず、必ず妹尾はクイズに正解する。番組の演出上、妹尾はクイズ出題後、中継先の店長に2回ヒントを求め、2回目のヒントで必ず正解する。
ただし番組末期の2009年4月-6月には、月曜日～水曜日と同じ形式での「おでかけリポート」が放送された。木曜日の歴代リポーターは塩田えみ（番組開始-2005年3月）、中野みき（2005年4月-2007年12月）、岩見知香（2008年1月-番組終了）の3名。
金曜日のおでかけリポートは「あっちこっちハウジング」として放送した。リポーターの唐川満知子（高野・安井にとっては『おはようパーソナリティ道上洋三です』アシスタントの先輩）が、関西の住宅展示場から中継をおこない、モデルルーム情報をリポートした。唐川は番組開始から終了まで一貫してリポートを担当した。

### 12時の時報あけ
2006年夏の高校野球期間中の夏休み明け、レギュラー放送復帰した8月21日（月）の週から実施しされた企画。
4時間20分という長丁場の番組の為、午前中しか聞けない人や、逆にお昼休みにしか番組を聴けないという人の為に、午後の部・後半戦スタートということで、仕切り直しで12時の時報あけに再び番組9時冒頭の決めセリフ「人生晴れたり曇ったり」を言う。その後、「今日は○○です」などとオープニング同様空模様とちょっとした事を言った後、タイトルコールする。タイトルコールの後は、番組テーマ曲が流れ、再びあいさつと10分程度のトークをする。

### なにしてまんねん どこでんねん
リスナーへの生電話企画。抽選でエントリーされたリスナーの家や携帯電話へ電話し、3コール以内に電話に出れば1万円＋「キュキュラジオ」または「魔法の湯のみ」がプレゼントされた。ただし2008年4月から6月中旬までは、アシスタント交代による「魔法の湯のみ」のデザイン変更のため同品が品薄となり、キュキュラジオを主にプレゼントしていた。
ただし、電話に出ると10分ほど妹尾と話をする必要があった。本名・年齢を公表できる方限定での募集。家族構成も公開されてしまった。
電話をかけたリスナーが3コール以内に電話に出なかった場合は、2人目のリスナーに電話をかける。2人目のリスナーも出なければ3人目のリスナーに電話をかける。3人とも3コール以内に出なかった場合、その日の「なにどこ」はなかったことになり1万円は翌日に積み立てとなる。
番組初期は12時の時報の直後に電話をかけていた。上記「12時の時報あけ」の実施に伴い、電話をかける時刻はトークの進行状況に左右され、12時10分-15分頃になった。

### ニュース一直線
番組初期は月曜日～木曜日、中期以降は月曜日～水曜日の12時台半ばに放送されていたコーナー。朝日放送の「ニュースデスク」と呼ばれる報道系アナウンサーが日替わりで、最近の気になる話題・ニュースを解説した。
岡元昇・島田大の2アナウンサーは番組開始から終了まで一貫して担当した。また、堀江政生（番組開始-2005年）、阿部成寿（2005年）、保坂和拓（番組開始-2007年9月）、浦川泰幸（2007年10月-番組終了）の各アナウンサーも担当していた。
番組開始当初は木曜日にもニュース一直線のコーナーがあったが、木曜日の該当時間帯は「和夫にクイズ! - 」（後述）へと変更された。

### 和夫にクイズ!
木曜日には「和夫にクイズ! - 」（名称は時期によって異なる。後述）として、「妹尾和夫が自分で問題を読んで、自分で答えて、自分で解説をする」というクイズコーナーが放送された。
スタッフはクイズ問題の原稿をその場で妹尾に渡し、妹尾は下読みなどの準備なしに原稿を初見で読み、クイズに答える。間違えると1問につき罰金（甘えん坊賞金に）500円加算。3問全問を間違えると逆パーフェクトということで罰金が倍増し、3,000円になる。妹尾が3問全問を正解した場合は、このコーナーの問題を作成しているスタッフからさらに逆パーフェクト時の罰金が倍増され6,000円が徴収される。
クイズコーナーの名称は放送時期によって異なっていた。当初のタイトルは「和夫にクイズ!アタック53」だった。「53」は妹尾の当時の年齢に由来した。2005年11月17日の妹尾の54歳の誕生日からは「和夫にクイズ!アタック53たす1 フフフ…」に変更された。また2006年11月23日の放送（妹尾の55歳の誕生日以降初めての放送）から「和夫にクイズ!アタック55Go フフフッ」に変更された。さらに2007年11月22日の放送（妹尾の56歳の誕生日以降初めての放送）から「和夫にクイズ!アタック56ごろごろ フフフッ」に変更された。2008年11月20日の放送（妹尾の57歳の誕生日以降初めての放送）からは、「和夫にクイズ!アタック57こなごな フフフッ」に変更された。
タイトルはABCテレビの長寿番組『パネルクイズ アタック25』のパロディで、BGMはアタック25と同じ曲が流れる。また、タイトルコールの「アタック!」の掛け声は、アタック25のオープニングテーマと同じ。55歳の時の「アタック55Go」というタイトルは、アタック25だけでなく、『マッハGoGoGo』と掛けている。また、56歳の時の「アタック!」の掛け声の後には、「ごろごろ」と掛けて、雷の音が入った。57歳の時の「アタック!」の掛け声の後には、「こなごなご～なごな」とドナドナの一節をもじった替え歌が入った。

### クイズ!セレナーデ
松井桂三がリスナーと出演者にバイオリンで何を言っているかを出題する（かつて妹尾がDJをしていた朝の番組フレッシュアップモーニング ファイト!DO曜日ですでも行われていた。）。クイズは最初に出題のテーマ（例えば歴史上の人物、果物など）が発表されるが、ヒントがないと難しい。
出演者（妹尾と安井）は、答えを紙に書いて松井に見せる。不正解の場合のみ書いた答えを発表する。出演者がその場で正解しても「正解した」という趣旨のみを伝え、正答はその場では発表しない。この時、安井が先に正解した場合、妹尾がその答えを見てカンニングをすることがあり、甘えん坊賞金が出る時があった。また、妹尾が放送で正解を言ってしまったことが何回かあったが、その時はスタッフから罰として、スタジオから一時退席させられるなどの措置がとられた。
答えが分かったリスナーは番組に応募をして、正解者の中から抽選で1人に1万円が贈られる。正解は翌週のコーナーの冒頭で発表される。

### 12時台後半
月曜日から木曜日の12時台後半には、「レコードどーこれ?」として、リスナーからのリクエスト曲をかけるコーナーが放送された。
また金曜日には「ミッキー先生のウキウキ体操!」として、ミッキー先生こと田中美紀子による体操コーナーが放送された。

### かずおのおかず
番組開始から2007年3月30日まで、12時40分頃から放送されていた料理コーナー。料理研究家の本願ゆかりおすすめの献立を紹介していた。レシピの原稿をアシスタントが読み上げ、コーナーが終わる時に妹尾が必ず「はい!」と元気よく言っていた。

### 甘えん坊賞金
甘えん坊の妹尾に「一人前の男性へと成長してもらおう!」ということで、「甘え」「言い訳」「エロいこと」を言うと、「暴れん坊将軍」の音楽が鳴り（複数回の時もある）、本人の財布から罰金の500円を徴収する「甘えん坊賞金」システム。
「甘えん坊賞金、金額発表」は金曜日13時台に実施された。甘えん坊賞金が1週間でいくら貯まったのか発表し、リスナーにプレゼントする。ハガキでのみ応募ができる。
甘えん坊賞金は大半は妹尾からの徴収であるが、時に番組の他の出演者から徴収されることもあった（その時も音楽が鳴る）。当番組だけでなく、ABCラジオまつり内や当番組の特別番組でも音楽が流れると500円徴収される。そのため、過去には芦沢誠（ABCアナウンサー）などからも徴収されたこともあった。

### 「おわりの会」・エンディング
「おわりの会」は2006年春改編で新設された。それまで番組終了後に放送していた『竹村健一のずばりジャーナル』が2006年春の番組改編で終了し、これまで番組内に挿入されていた13時台の『ABC朝日ニュース』が番組終了後の13時20分からに移行したのに伴うものであった。
番組の最後に、4時間20分今日の放送内容を振り返って、反省会をしようという企画。（厳しい!?）リスナーからの指摘メッセージを紹介し、指摘された部分の録音を聞き、検証し、振り返る。素直に500円を収める事が多かったが、言い訳をするため（特に妹尾）、甘えん坊賞金が出る頻度が高かった。
月曜日～木曜日のエンディングには、「おでかけリポート」の中継リポーターも中継先から戻り、スタジオに入っていた。遠方からの中継だった場合や中継車が帰りに渋滞に巻き込まれた場合などスタジオに戻れなかった場合は、リポーターは途中のサービスエリアや中継車の車内などから電話中継を入れた。

### その他のコーナー
ラジオショッピングや、ABC朝日ニュース、天気予報・交通情報なども、適宜挿入されていた。
ラジオショッピングは時期によって異なるが、ABCラジオショッピング、ジャパネットたかた、テレマート、はぴねすくらぶが担当していた。ABCラジオショッピングでは阪口佳澄・福島有紀・内田香織・安井ゆたかが商品紹介を担当した。また妹尾とアシスタント（高野・安井）の寸劇形式でのABCラジオショッピングも、一時期放送された。
ABC朝日ニュースでは、平日朝担当のニュースデスクが午前9時台から11時台までのニュースを担当した。歴代担当ニュースデスクは阿部成寿・村田好夫・岡元昇・浦川泰幸・和沙哲郎。また12時台および13時台（2006年春改編まで）のニュースは、各アナウンサーが交代で担当していた。
天気予報は2009年3月までトヨタ街かどお天気交差点として放送された。午前10時台・11時台・午後1時台の3回、気象予報士から中継リポートが挿入された。トヨタ街かどお天気交差点の放送終了に伴い、2009年4月以降は「ABC天気予報」として放送された。気象予報士の中継は午前中の2回となり、午後1時台の天気予報はアシスタント（熊本・安井）がスタジオで原稿を読み上げる形式に変更となった。

## 祝日・年末の放送体制
祝日や年末には、リクエスト音楽を中心にした構成にするなど、通常と異なる体制での放送がおこなわれた。
年末は12月31日（ただし31日が土日の場合は直近の金曜日）まで放送された。また正月3が日は特別番組のために放送が休止され、新年は1月4日（ただし4日が土日の場合は次の月曜日）からの放送となった。また高校野球中継の関係で、8月中旬に10日前後放送休止となった。
2007年7月16日は、祝日（海の日）の特別企画として、『海の日スペシャル！海の曲に関する曲かけまくりスペシャル』と題して、同日午前9時より放送を開始した。しかし、新潟県中越沖地震が当日午前10時13分に発生したため、地震発生直後より放送内容を急きょ変更して、ニュースデスクの阿部成寿による地震情報をメインとした特別編成となった。

## イベント
例年9月末前後に、○周年記念のイベントが大阪市内のホールなどで行われた。一部のイベントでは事前応募制としたこともあった。 
- 2005年9月25日には「全力投球2周年記念イベント・おかあさんのカレーCD大感謝ライブ」が、大阪・千里中央、千里セルシーで開催された。
- 2006年9月30日には「3周年記念イベント・全力投球!株主総会」が、大阪・大淀の旧ABCホールで開催された。
- 2007年9月24日には全力投球4周年＆妹尾和夫芸能生活30周年記念「かずぼんフェスティバル」が、大阪市・中之島、フェスティバルホールで開催された。
- 2008年度については、公開生放送（後述）をもって記念イベントに代えた。

またABCラジオ全体のイベント「ABCスプリングフェスタ」（毎年3月中旬開催）、「ABCラジオまつり」（毎年11月中旬開催）でも、他番組と共同での特別放送や、ステージでのイベントなどを実施していた。
2006年7月16日にはABCラジオのイベント「ABCアウトドアフェスタ」が神戸・メリケンパークで開催された。妹尾・高野・安井・岩崎が同フェスタのバーベキューステージに参加し、講師と一緒にバーベキューの作り方を紹介した。また1年後の2007年7月15日にも「ABCアウトドアフェスタ」（神戸・メリケンパーク）で、妹尾・高野・安井が講師と一緒にバーベキューの作り方を紹介した。2007年にはバーベキューの紹介後、「妹尾和夫&古川忠義ウクレレミニミニライブ」として、「全力投球-」の番組テーマ曲を作曲したギタリスト・古川忠義と妹尾によるコンサートが開催された。

### 公開生放送
2005年4月29日（金曜日・祝日）には、朝日放送環境キャンペーン「ガラスの地球を救え」の一環として、大阪市北区の新梅田シティ・ワンダースクエアから、番組としては初めての公開生放送をおこなった。放送時間前半（9時台・10時台）は、新梅田シティから約500m離れた大淀の朝日放送スタジオから通常の放送をおこない、パーソナリティは11時台の録音コーナーの間に会場に移動する形で11時30分から13時20分まで公開生放送をおこなった。
2008年7月4日（金曜日）には、朝日放送新社屋完成記念としての公開生放送が、大阪・ほたるまちの朝日放送内・ABCホールでおこなわれた。会場収容の都合上、事前に応募して当選したリスナーしか観覧することができなかった。金曜日のレギュラー出演者に加えて、月曜日～木曜日担当アシスタントの熊本も出演した。
2008年9月23日（火曜日・祝日）に大阪・南港のATC・ピロティ広場で、5周年記念公開生放送がおこなわれた。この公開放送では、他曜日の担当者も含めて当時の出演者のほぼ全員が出席した。また事前応募なしで観覧することができた。
2009年6月26日（金曜日）には、番組終了のあいさつをかねた公開生放送「大感謝祭!公開生放送!!」が、新梅田シティ・ワンダースクエアでおこなわれた。金曜日のレギュラー出演者に加えて、月曜日-木曜日担当アシスタントの熊本・木曜日リポーターの岩見知香も出演した。この日は特別編成で放送され、他曜日の日替わりコーナーをすべて盛り込む放送となった。

## 妹尾和夫強化関連
ABCラジオの聴取率調査にあわせておこなわれる「14days（ジューシーデイズ）」の際、「妹尾和夫強化」と称して特別企画が実施された。
- 2005年6月 - 妹尾を強化すべく、一日につき一句の川柳を披露をする「妹尾和夫強化週間」が実施され、好評のため後に「妹尾和夫強化月間」に格上げされた。
- 2005年7月 - 6月末に近づくにつれ妹尾のクリエイティブな表現は川柳では表しきれないことに気付き、一日につき一首の短歌を披露する「妹尾和夫強化月間スーパー」が実施。
- 2005年12月 - ABCラジオ「冬のジューシーデイズ」実施に伴い、妹尾が毎日一人で大阪やその近郊各地をたずね、話題とプレゼントを提供する。名付けて「Road to 2006 妹尾和夫の一人でおでかけ出来るもん」
- 2006年3月 - 全力投球の前に放送している「おはようパーソナリティ道上洋三です」のパーソナリティ・道上洋三が同番組30周年に向けて「道上洋三・30番勝負」を打ち出したのにあわせて、3周年に向けて「妹尾和夫3番勝負」をすることを表明。
- 2008年4月 - ABCラジオ春のジューシーデーズ期間中の限定企画、「和夫よ、涙の数だけ強くなれ!」が実施される。普段、あまり!?泣かない妹尾に対して、リスナーから感動するお便りを募集し、本番中に涙するのか試す企画。
- 2008年10月 - ABCラジオ秋のジューシーデイズ（クライマックスジューシーデイズ）特別企画「アタック25への道」が実施される。『パネルクイズ アタック25』の本選出場を目指し、スタッフからクイズが出され妹尾が答える、という企画。リスナーがアタック25の予選を受けた感想のお便りを妹尾が紹介した後、アタック25に出たいと言って、スタッフが予選を勝手に申し込んだことからこの企画が生まれた。

## よく使われた効果音
「暴れん坊将軍」の音楽以外にも、この番組ではよく効果音が流れる（オープニングのトークで流れることが多い）。
「わかった　わかった」
妹尾の発言がくどい時などに使われる（例：「俺ってプロだから」発言を繰り返した時）。早口バージョンとゆっくりバージョンとがある。これが流れると「何が『わかった　わかった』や」と、妹尾が言う。
ブーイング音
主に妹尾がスタッフに文句等を言ったり、妙な自慢話をしたりすると流れる。
拍手音
リスナーからのはがき等で、スタッフがほめられた時などに流れる。
ちゃんちゃん
オチがついた時の定番の音。これが流れると、妹尾のギャグがいまいちであることが多い。
「アマチュアや言うてるやろ」
妹尾の発言があまり詳しくないのに評論家みたいなことを言うと流れる（妹尾は、スタッフ等から呆れられているにもかかわらず、いろいろなことに対し「プロ」と自称している）。キダ・タローの声で流れる。
（『小さな世界』の音楽の一部が流れた後に）「ちっちゃいちっちゃい」
ニュースなどの大きい話の後に、妹尾が小さい世界での話（人間性が小さく見られる話）を言った後に流れる。その後に「ちっちゃないの」と妹尾が必ず言い、小さい世界ではない言い訳をする。
「いやらしいなぁ～」
妹尾の発言が少し変な方向へ流れたり、または何か良からぬ事を考えている時に流れる。
あくび音
妹尾が、くだらない事を言った時などに幅広く使われる。「あ～あ」というあくびの音が流れる。
「妹尾さん、しょーもないですよ。妹尾さん、もーよろしいわ。」
妹尾がくだらない事を言った時に流れる。
「おだまり!おだまり!おだまり!」
妹尾のセクハラ発言や、自慢話などが長引いたときなどに、ムチの音とともに流れる。
しばき音
妹尾がお叱りを受けそうな話をした場合などに、「ピシッ!」とムチで叩く音が流れる。汎用性があるため、番組末期には、幅広く利用されている。
「妹尾さん、おリンゴいかがですか?」
スタッフが放送に載らないところで、妹尾にリンゴなどのくだものを勧めるときのせりふ。主に使用される場面は、妹尾のトークの意味がわからなくなり、その場の収拾がつかなくなったときなど。息抜きが必要と思われる瞬間などに流れる。のちには、走りこみの効果音を前置する場合もあった。2009年3月以降の番組末期に利用された。
ジョンとミーコ
犬と猫の鳴き声の効果音。ジョンはかつて妹尾が飼っていた愛犬の名前であり、またミーコはかつて妹尾が飼っていた愛猫の名前である。使用方法に特別な規則性はない。和夫侍の中でも割り込んでくることがある。

## 番組関連商品・グッズ

### 三点セット
番組内で葉書が読まれた場合には、「三点セット」と呼ばれる次の三つのものがプレゼントされた。
ザトペックタオル
フェイスタオル。色は年度によって変わった。黄色→紫色→青→オレンジ→白→ピンク。
村山実の「ザトペック投法」が、名称の由来となっている。
ポストカード
番組開始から妹尾和夫・高野あさお・安井牧子・岩崎なおあきの4名が写ったポストカードが使われていた。
アシスタント交代後は妹尾・熊本麻美・安井の3名が写ったポストカードに替わった。
千社札のシール

### コーナー内でもらえるプレゼント
魔法の湯のみ
湯のみにお湯・お茶を注ぐと、パーソナリティの顔が浮かび上がってくる魔法の湯のみである。この湯のみは、通常「リラックスタイム」と「なにどこ」のコーナーでのみ貰えるが、妹尾が特に感動した場合に三点セットとあわせてプレゼントされることもある。
キュキュラジオ
ABCラジオのグッズである。通常、「なにどこ」のコーナーで貰うことが出来る。稀にそれ以外の時にもらえることもある。

### おかあさんのカレー
出たがりスタッフ（当時の名称）が2005年6月、思いつきで作った歌『おかあさんのカレー』を番組内で紹介したところ、リスナーから沢山の反響があり、スタッフがパソコンで焼いたCDを100人限定でプレゼントした。それにもものすごい応募や反響があり、急遽インディーズレーベルから、「全力投球ワンダーフォー」というアーティスト名でCDを発売することになった。
CD発売日（2005年8月17日）付のオリコン・デイリーチャートで福山雅治、浜崎あゆみなどに混じり、第19位を記録した。発売初日の売り上げがよく、2005年8月29日付けオリコン・Singleウイークリーチャート初登場30位と、関西ローカル局の企画としては異例の快挙をあげた。
この経緯を日本テレビのワイドショー「ザ!情報ツウ」が取り上げ、その様子を妹尾自身が番組内で実況し、電話出演するという事態があった。
また2005年9月には、『おかあさんのカレー』の楽譜（菊池美奈子編集・フェアリー発行、ASIN:477760277X）も発売されている。

### カズぼん
番組の概要や歴史、出演者のコラムなどを掲載した、同番組の公式ガイドブック「人生晴れたり曇ったり　全力投球!!妹尾和夫ですの本　通称カズぼん。」（ISBN 4-87892-332-6）が、2006年12月18日に青心社から発売された。
2007年初頭には、梅田・堺東・三宮・尼崎つかしん・京都タワー・大和西大寺の6ヶ所の書店で同書のサイン会も実施している。

### 4周年記念グッズ
4周年記念グッズとして「どやTシャツ」と「エコバッグ」が販売された。「どやTシャツ」は「どや」と妹尾の自筆で書かれたTシャツである。4周年記念イベント会場などで販売された。

### 5周年記念グッズ
5周年記念グッズとして、「和夫の喜怒哀楽バンパーステッカー」（通常版・メンソール版）、「レインボーボールペン」、「レインボーマフラータオル」が販売された。
レインボーボールペンとレインボーマフラータオルは、ABC新社屋前リバーデッキのキュキュバス、ほたるまちにある大丸ピーコック堂島クロスウォーク店などで販売していた。

### ヤマザキメロンパンサンド（つぶあん）
山崎製パンとのコラボ企画。2009年3月15日に開催されたABCラジオスプリングフェスタの会場にて発売をおこなった。翌3月16日より、近畿地区のコンビニ・スーパー等で一般発売を開始した。
メロンパンをスライスし、つぶあんがサンドされたもの。コックに扮した妹尾の写真がパッケージに印刷されている。発売中はABCテレビで妹尾和夫出演のCMが放送されていた。
当初は2009年3月末までの限定販売の予定だった。しかし好評のため数度の販売延長を経て、最終的には番組が終了する2009年6月末までの販売となった。販売個数は約144万5000個（2009年7月3日・最終回放送で発表）の大ヒット商品となった。

### その他の番組企画
2007年・2008年の年末に、番組企画として「全力投球晴れ晴れ福招きそば」「全力投球!!レンジ七福あったかそば」の2種類の年越しそばが、関西地区のローソンで期間限定販売された。「全力投球晴れ晴れ福招きそば」は生麺タイプ、「全力投球!!レンジ七福あったかそば」はレンジで温めるタイプだった。
2008年11月には、妹尾が作詞・作曲、smileが編曲をおこなった楽曲CD『人生、晴れたり曇ったり』（妹尾和夫 feat.smile名義）が、中之島レコーズより発売された。2008年12月には同曲のインストアイベントが、大阪と京都の計5ヶ所で開催された。

## 番組テーマ曲
番組テーマ曲は『Morning Shine』。ギタリスト・古川忠義が番組のために書き下ろしたものである。アルバム『FANTASY』の8曲目に収録されている。